# Choji Akimichi
Choji Akimichi (秋道 チョウジ Akimichi Chōji) er en karakter fra anime- og Mangaserien Naruto af Mashashi Kishimoto. I både filmen og bøgerne er han fremstillet som en klodset ninja, der ikke har styr på det han laver, men han har et vældigt stor temperament, hvis man nævner hans kropsstørrelse.

## Karakterprofil

### Personlighed
Choji er en stille person, der elsker at spise og spise. Han har altid en pose chips på sig, som han både som tilskuer og i kamp kan hive frem. Dette medfører at han tager utrolig meget på i vægt og han er derfor altid fremstillet som tyk. Udover at han er venlig mod alle han møder er han 100% loyal til hans bedste ven, Shikamaru Nara, der i en tidlig alder så hvordan Choji blev mobbet og hjalp ham igennem det.

### Evner
Chojis evner er baseret på hans kropsstørrelse og hans evne til at vokse, hvilket også kendetegner hans klan. Han kan forlænge og forstørre sine arme, for at gribe ud og holde modstanderen, eller udvide sin torso til en kugle, der ikke kan stoppes, når først den begynder at spinne.

## Plot overblik
Choji er en bifigur i serien, men træder først virkelig i kraft, da han forsøger at tage sig af en ninja fra byen Otogakure, der har kidnappet Sasuke Uchiha. Det er en kamp på styrke, hvor Choji er nødt til at bruge "soldater piller", da giver ham ekstra styrke. Dog bruger de så meget energi, at han næsten dør af dem.